# Mark Elendt
Mark Elendt ist ein Mathematiker und wurde mehrfach mit technischen Oscars ausgezeichnet.

## Karriere
Elendt begann seine Karriere beim Animationsstudio Side Effects Software Inc. Dort arbeitete er als Softwareentwickler an Animationsprogrammen. So wurde er bereits 1998 mit einem Oscar für technische Verdienste für die Entwicklung der Software PRISMS ausgezeichnet. Diese sorgt für eine prozedurale Synthese von 3D-Objekten, welche in vielen Blockbustern Verwendung findet. Diese Software verbesserte er zu Houdini, wofür er 2018 mit dem Scientific and Technical Academy Award of Merit ausgezeichnet wurde, der auf einer Stufe mit den Hauptoscars steht. Zuvor hatte er bereits 2012 einen Oscar für technische Verdienste zusammen mit Andrew Clinton für Mikro-Voxel in der Software Mantra.